# Troglotrematidae
Troglotrematidae är en familj av plattmaskar. Enligt Catalogue of Life ingår Troglotrematidae i ordningen Plagiorchiida, klassen sugmaskar, fylumet plattmaskar och riket djur, men enligt Dyntaxa är tillhörigheten istället klassen Neodermata, fylumet plattmaskar och riket djur. Enligt Catalogue of Life omfattar familjen Troglotrematidae 5 arter. 
Kladogram enligt Catalogue of Life och Dyntaxa:
| Troglotrematidae | \| \| Beaveria \| \| \| \| \| \| Troglotrema \| \| \| \| \| \| Xiphidiotrema \| \| \| \| |
|                  | \| \| Beaveria \| \| \| \| \| \| Troglotrema \| \| \| \| \| \| Xiphidiotrema \| \| \| \| |
|                  | Beaveria                                                                                 |
|                  |                                                                                          |
|                  | Troglotrema                                                                              |
|                  |                                                                                          |
|                  | Xiphidiotrema                                                                            |
|                  |                                                                                          |